# Двухсотлетний человек (фильм)
«Двухсотлетний человек» (англ. Bicentennial Man) — американский научно-фантастический комедийно-драматический фильм режиссёра Криса Коламбуса. Главные роли в нём исполнили Робин Уильямс, Сэм Нилл, Эмбет Дэвидц, Венди Крюсон и Оливер Платт. Является экранизацией фантастического романа Айзека Азимова и Роберта Силверберга «Позитронный человек», базирующегося на оригинальной короткой повести Азимова «Двухсотлетний человек» (получившей премии Небьюла, Хьюго, Локус).
Фильм, как и литературные произведения, поднимает проблемы человечности и искусственного интеллекта, рабства и свободы, конформизма и борьбы за свои права, любви, жизни и смерти.

## Сюжет
В начале нового тысячелетия происходит глобальный технологический прорыв. Люди уже не держат дома собак и кошек, а покупают себе роботов. Получается так, что семья Ричарда Мартина приобретает себе необычный подарок: робота нового поколения NDR-114, которому они дают имя Эндрю. Практически со всеми членами семьи у него нормальные отношения, но больше всех к нему тянется младшая дочь Ричарда, Аманда. Особенно это усиливается после интересного случая: Эндрю случайно разбивает любимого стеклянного конька Аманды и, чтобы загладить свою вину, вырезает ей нового из кусочков дерева. Ему это начинает нравиться, и он создаёт ещё несколько фигурок.
Ричард, удивлённый пробуждением творческих способностей у робота, вместе с Эндрю навещает директора компании NA ROBOTICS Денниса Мэнски, чтобы узнать, не было ли других подобных случаев у моделей NDR. Результат оказывается двояким: Мэнски подтверждает, что это уникальный случай, но видит в нём проблему и предлагает Ричарду переделать Эндрю или заменить. Ричард отказывается и вместо этого решает дать роботу возможность не только развить свои творческие навыки, но и начинает всё больше посвящать его в человеческий мир. В результате Эндрю постепенно всё больше преображается духовно, становясь похожим на человека. Также он создаёт огромное количество очень качественных механических часов и организовывает прибыльный бизнес по их продаже, но средствами от этого бизнеса приходится распоряжаться Ричарду, поскольку у роботов нет подобных прав.
Проходит 15 лет. Аманда выросла и готовится замуж, попросив Эндрю стать шафером. После того как Эндрю случайно лишается пальца, Ричард всё же отводит его к Мэнски для ремонта, но предварительно ради страховки устанавливает сигнализацию, чтобы директор не попытался реализовать свою давнюю идею изменить мозг робота. Также, по просьбе самого Эндрю, ему обновляют корпус (чтобы он мог носить одежду) и меняют лицо на резиновое с возможностью мимики. После свадьбы Ричард выражает скорбь, что теперь в доме стало меньше людей, но Эндрю уверяет хозяина, что не оставит его («Этот ещё здесь»). Однако через 12 лет Эндрю всё же проникается желанием стать независимым и даже отдаёт Ричарду чек на все заработанные им средства. Ричард их не принимает, но, осознав после разговора с Амандой, что фактически превратил робота в человека, освобождает его от обязанностей дворецкого и прогоняет. Эндрю строит себе собственный дом на пляже. Ещё через 16 лет Ричард, находясь на смертном одре, всё же зовёт Эндрю назад, чтобы попрощаться, и извиняется.
После этого, желая найти роботов, похожих на него, Эндрю отправляется в многолетнее путешествие. Для этого он привлекает повзрослевшего сына Аманды, Ллойда Чарни, с отцом которого она к тому моменту развелась. Ллойд, который ещё с детства недолюбливал Эндрю, поначалу отказывался, но узнав, что экспедиция займёт около 10 лет, соглашается (просто чтобы от него избавиться).
На протяжении своего странствия Эндрю находит несколько «сородичей», но все они либо выполняют строго определённые команды (иначе говоря, ведут себя как самые обычные роботы), либо вышли из строя. Наконец, герой встречает гениального инженера Руперта Бёрнса, чей покойный отец раньше работал в NA ROBOTICS, но после увольнения оттуда основал свою компанию. Вместе со своей помощницей Галатеей («женской версией» Эндрю, похожей на него своим развитым ИИ и мимикой) Руперт переделывает Эндрю в андроида, как две капли похожего на живого мужчину средних лет, и он возвращается домой, где встречает постаревшую Аманду и её внучку Поршу Чарни, неотличимую от неё в молодости. Поначалу Порша и Эндрю спорят, но вскоре находят общий язык и сдруживаются.
После внезапной смерти Аманды Эндрю решает спасти всех своих друзей от смерти и вместе с Рупертом начинает серийное производство биосинтетических внутренних органов (сердца, почек и даже нервной системы). Помимо распространения для гражданских лиц, Эндрю вставляет их в себя и таким образом становится чем-то вроде киборга.
Затем Эндрю неожиданно для себя замечает, что ревнует Поршу к её потенциальному жениху, а значит, сам в неё влюбился. В итоге в той церкви, где венчалась Аманда, Эндрю признаётся Порше в любви, и они начинают жить вместе. Чтобы у общества не было по этому поводу претензий, Эндрю выступает с речью в мировом суде, чтобы его признали человеком. Но судья говорит, что позитронный мозг делает Эндрю бессмертным, а это вызывает слишком много злобы и зависти. Расстроенный, Эндрю продолжает жить прежней жизнью.
Проходит ещё несколько десятилетий. Эндрю и Порша всё ещё вместе; за это время она также прошла несколько процедур по трансплантации искусственных органов и принимала омолаживающие препараты, поэтому выглядит на 20 лет моложе, чем ей есть на самом деле. Однако в итоге она решается сказать Эндрю, что не собирается жить вечно и хочет однажды умереть.
Тогда Эндрю, вспоминая свой давний разговор с Ричардом, принимает тяжёлое решение: заменить свою синтетическую кровь на биологическую, что вызовет необратимое разрушение его тела через неизвестный промежуток времени, то есть вызовет обычную, с точки зрения человека, смерть. Эндрю умирает в возрасте двухсот лет в медицинской палате, за несколько мгновений до того, как новый судья выносит решение о признании его человеком. Увидев это, лежавшая рядом и держащая его за руку Порша просит Галатею (которой Руперт тоже придал полностью человеческий облик, как когда-то Эндрю) отключить её от аппарата жизнеобеспечения, чтобы уйти вслед за мужем, официально ставшим человеком.

## В ролях
- Робин Уильямс — Эндрю Мартин
- Эмбет Дэвидц — Аманда Мартин / Порша Чарни
- Сэм Нилл — Ричард Мартин, «Сэр»
- Оливер Платт — Руперт Бёрнс
- Кирстен Уоррен — Галатея
- Венди Крюсон — жена Ричарда, «Мэм»
- Халли Кейт Айзенберг — 7-летняя Аманда Мартин, «Маленькая Мисс»
- Линдси Летерман — 9-летняя Грэйс Мартин, старшая сестра Аманды, «Мисс»
- Анджела Лэндис — взрослая Грэйс Мартин
- Джон Майкл Хиггинс — Билл Финголд, адвокат Мартина
- Брэдли Уитфорд — Ллойд Чарни, сын Аманды
- Игорь Хиллер — 10-летний Ллойд Чарни
- Джо Беллан — первый доставщик роботов
- Бретт Вагнер — второй доставщик роботов
- Стивен Рут — Деннис Мански, глава корпорации NorthAm Robotics

## Награды и номинации
- Фильм был номинирован на премию «Оскар» за «Лучший грим», но награду не получил.
- На «Blockbuster Entertainment Award» Робин Уильямс и Эмбет Дэвидц удостоились номинаций как «Лучший комедийный актёр» и «Лучшая комедийная актриса», но награды не получили[4].
- На церемонии «Hollywood Makeup Artist and Hair Stylist Guild Awards» фильм был удостоен награды в номинации «Лучший грим (спецэффекты)».
- За роль андроида Эндрю Робин Уильямс был также номинирован на «Kids' Choice Awards».